# Frank McGarvey
Pour les articles homonymes, voir McGarvey.
Frank McGarvey, né le 17 mars 1956 à Glasgow et mort le 1er janvier 2023, est un footballeur écossais qui évoluait au poste d'attaquant. Il est principalement connu pour ses performances sous les couleurs du Celtic FC et de Saint Mirren. Il compte également sept sélections dans l'équipe nationale écossaise.

## Clubs
- De 1975 à 1979 : Saint Mirren
- De 1979 à 1980 : Liverpool FC
- De 1980 à 1985 : Celtic Glasgow
- De 1985 à 1990 : Saint Mirren
- De 1990 à 1991 : Queen of the South Football Club

## Palmarès
- Avec Saint Mirren
  - Champion d'Écosse de deuxième division en 1977
  - Vainqueur de la Coupe d'Écosse en 1987
- Avec le Celtic Glasgow
  - champion d'Écosse en 1981 et 1982.
  - Vainqueur de la Coupe d'Écosse en 1980 et 1985.
  - Vainqueur de la Coupe de la Ligue d'Écosse en 1984.